# Metzgersprung

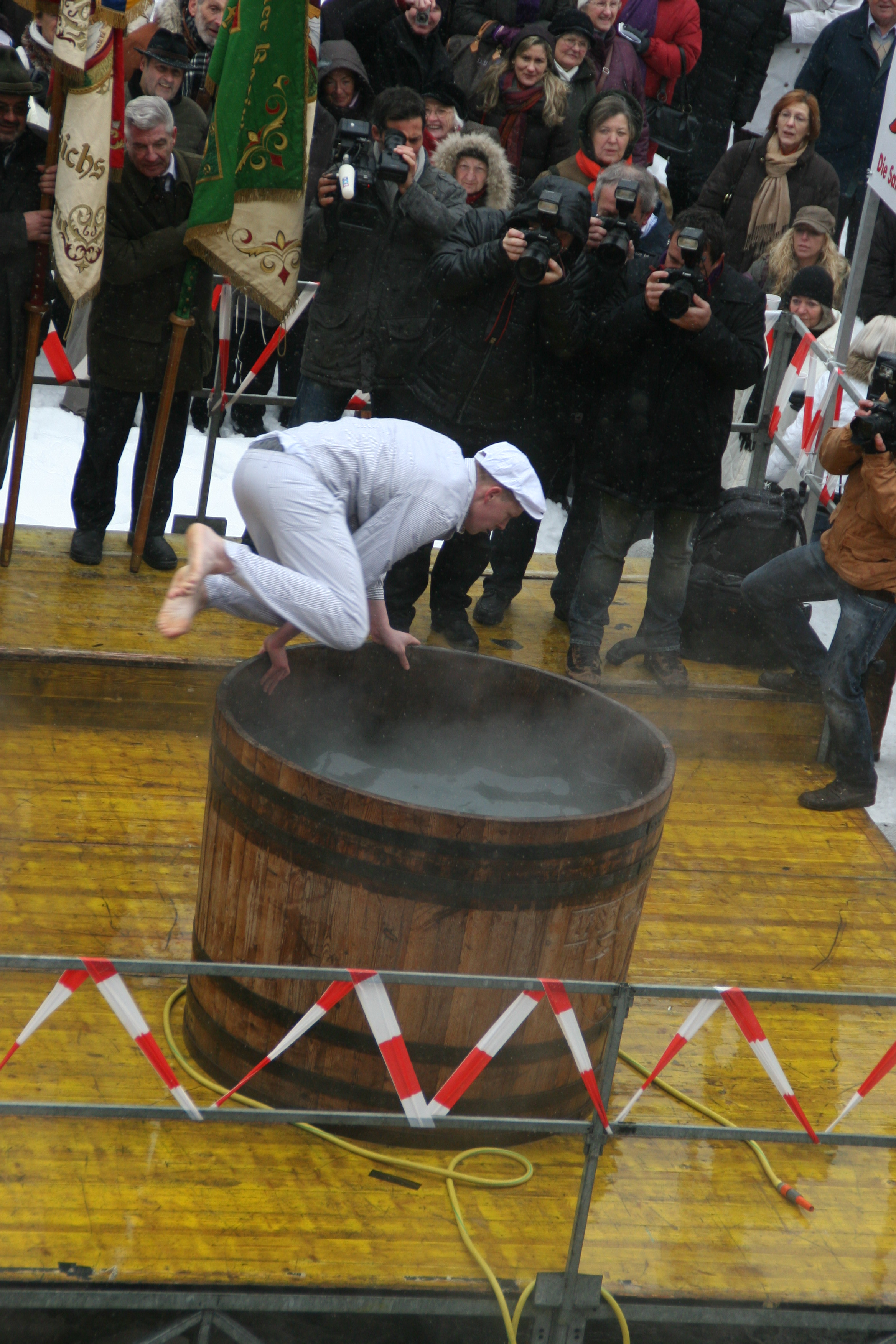
Metzgersprung

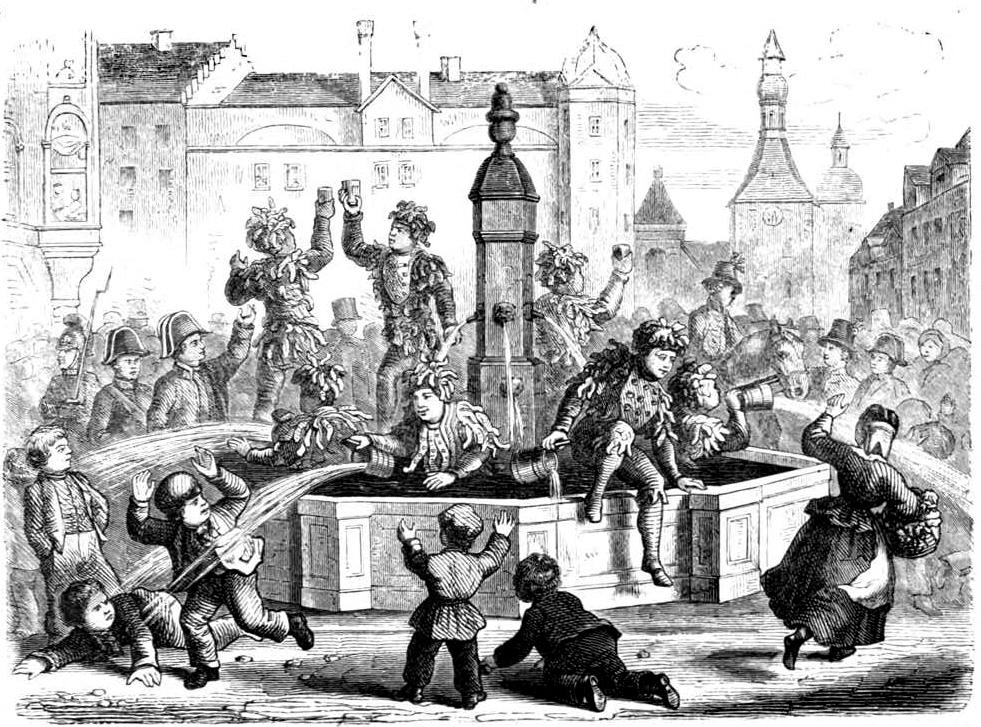
Metzgersprung in München (Illustration in einem Buch von 1863)

Der Metzgersprung ist ein traditionelles, gemeinschaftliches Baden von Metzgern in einem Brunnen, für dessen Herkunft und Bedeutung es unterschiedliche Varianten gibt. Der heute noch übliche Brauch gilt als Abschluss der Lehrlingszeit.

## Beschreibung
Am Fischbrunnen in München wurden bis zum Zweiten Weltkrieg am Rosenmontag die Metzger-Lehrlinge freigesprochen, was heute der Übergabe des Gesellenbriefes als Abschluss der Metzgerausbildung entspricht, die sich dann frei- und übermütig ins Wasser des Brunnens stürzten und auch untergetaucht wurden. Beim Auftauchen wurden die Metzger-Lehrlinge dann nochmals mit Eimern voller Wasser übergossen. Dabei dürfte es sich um eine Art Taufe gehandelt haben, da die Lehrlinge dann von ihren Jugendsünden frei waren. Das Tiroler Volksliedarchiv verwahrt ein undatiertes Flugblatt, in dem dieser Brauch beschrieben wird: „Die Faschings=Zeit oder der lustige Hanswurst nebst dem Metzger=Sprung in Muenchen.“ Wie der Schäfflertanz stammt der Münchner Metzgersprung aus der Zeit, als die Pest in München gewütet hat. Der Legende nach zogen die Zünfte der Metzger und Schäffler danach tanzend und musizierend durch die verödete Stadt, um den verängstigten Bürgern wieder etwas Lebensmut zu geben und sie aus ihren Häusern heraus zu locken. Heute findet der bunte Festzug mit anschließenden Metzgersprung in München alle drei Jahre statt.
Auch in Salzburg gibt es die Tradition des Metzgersprungs heute noch. Ursprünglich fand diese Initiation am  Florianibrunnen, einem Brunnen mit einer Figur des Heiligen Florian von Lorch am Alten Markt in Salzburg statt, heute wird dieses Initiationsritual im Hof von Stift Sankt Peter in einem Holzfass abgehalten.